# 3e étape du Tour de France Femmes 2022
Pour un article plus général, voir Tour de France Femmes 2022.
La 3e étape du Tour de France Femmes 2022 se déroule le mardi 26 juillet 2022 entre Reims et Épernay, sur une distance de 133,6 kilomètres.

## Parcours
Cette troisième étape de 133,6 km entre Reims et Épernay fait partie des « étapes à parcours accidenté ». Quatre côtes sont au programme du jour. Les deux premières, à Trépail et à Vertus ont des profils similaires : courtes mais présentant un passage à environ 10 %. La suivante à Mesnil-sur-Oger est également en 4e catégorie, à 6,7 % de moyenne. Comme la veille, les concurrentes passent une première fois sur la ligne d'arrivée avant une boucle finale d'une vingtaine de kilomètres. Sur celle-ci, les coureuses doivent franchir deux difficultés : la côte de Mutigny, classée en 3e catégorie (900 mètres à 12,2 % et un passage à 24 %), et le Mont Bernon, non-répertorié mais donnant des bonifications de temps aux trois premières qui le franchissent. Enfin, l'arrivée se situe au sommet d'une dernière côte de 500 mètres à 8 % dans le centre d'Épernay. 

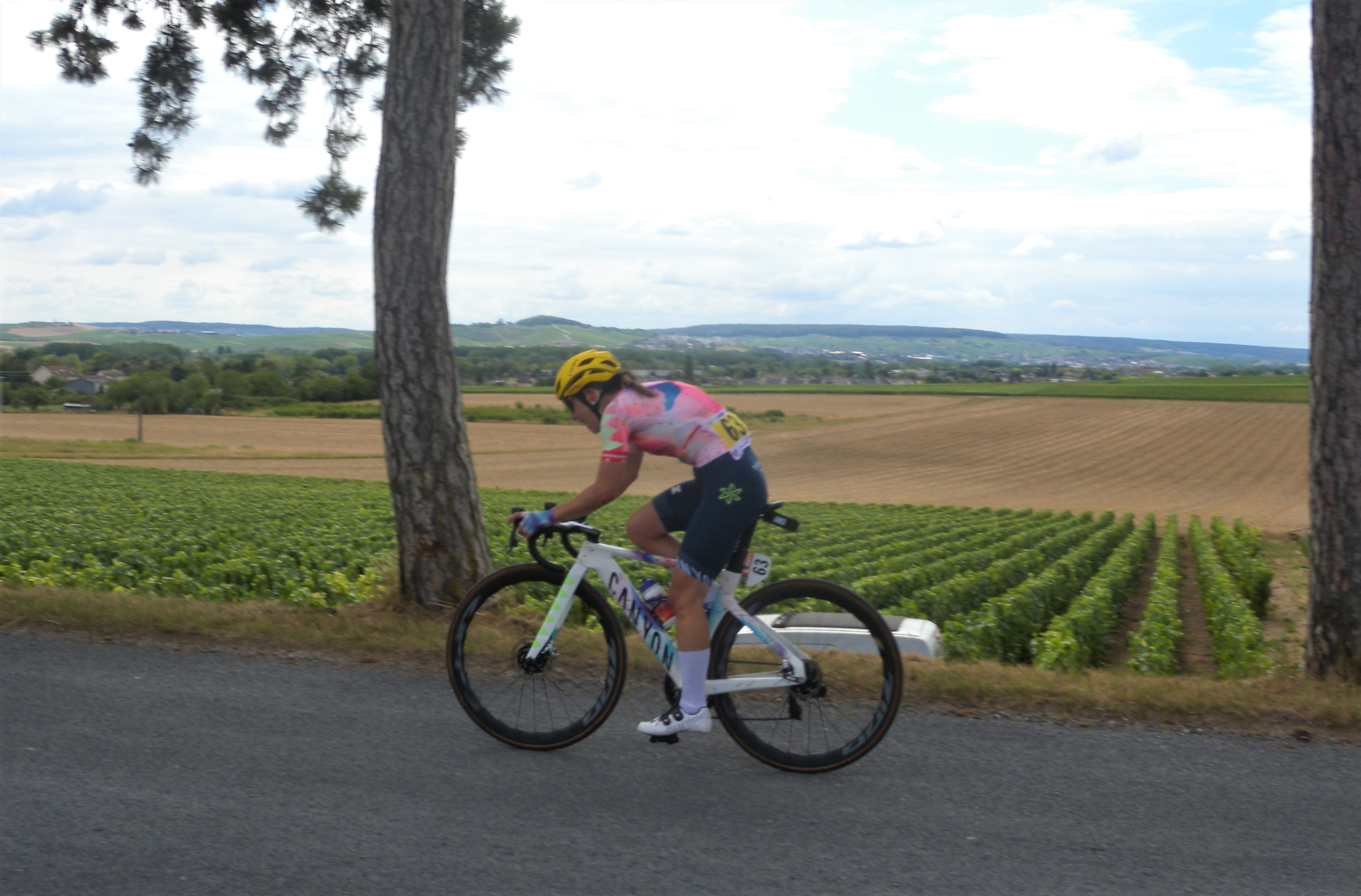
Elise Chabbey, deuxième sur les trois premières côtes

## Déroulement de la course
La journée est ponctuée d'attaques de courtes durées. La plus probante est celle d'Alena Amialiusik, ce qui lui permet de remporter le prix de la combative du jour. Dans le circuit final, les favorites de l'épreuve profitent des quelques difficultés du parcours pour faire exploser ce qu'il reste du peloton. Katarzyna Niewiadoma lance les hostilités dans la côte finale mais elle se fait déborder tout d'abord par Marianne Vos puis par Cecilie Uttrup Ludwig, qui s'impose au sprint.

## Résultats

### Classement de l'étape
| Classement de la 3e étape | Classement de la 3e étape | Classement de la 3e étape | Classement de la 3e étape | Classement de la 3e étape |
|                           | Coureur                   | Pays                      | Équipe                    | Temps                     |
| ------------------------- | ------------------------- | ------------------------- | ------------------------- | ------------------------- |
| 1er                       | Cecilie Uttrup Ludwig     | Danemark                  | FDJ-Suez-Futuroscope      | en 3 h 22 min 54 s        |
| 2e                        | Marianne Vos              | Pays-Bas                  | Jumbo-Visma               | + 2 s                     |
| 3e                        | Ashleigh Moolman          | Afrique du Sud            | SD Worx                   | + 2 s                     |
| 4e                        | Silvia Persico            | Italie                    | Valcar Travel & Service   | + 2 s                     |
| 5e                        | Elisa Longo Borghini      | Italie                    | Trek-Segafredo            | + 2 s                     |
| 6e                        | Katarzyna Niewiadoma      | Pologne                   | Canyon-SRAM Racing        | + 2 s                     |
| 7e                        | Margarita Victoria García | Espagne                   | UAE Team ADQ              | + 6 s                     |
| 8e                        | Demi Vollering            | Pays-Bas                  | SD Worx                   | + 8 s                     |
| 9e                        | Juliette Labous           | France                    | Team DSM                  | + 11 s                    |
| 10e                       | Annemiek van Vleuten      | Pays-Bas                  | Movistar Women            | + 20 s                    |
| modifier                  |                           |                           |                           |                           |

### Bonifications en temps
|   | Coureuse             | Pays           | Équipe             | Secondes |
| - | -------------------- | -------------- | ------------------ | -------- |
| 1 | Elisa Longo Borghini | Italie         | Trek-Segafredo     | 3 s      |
| 2 | Katarzyna Niewiadoma | Pologne        | Canyon-SRAM Racing | 2 s      |
| 3 | Ashleigh Moolman     | Afrique du Sud | SD Worx            | 1 s      |

|   | Coureuse              | Pays           | Équipe               | Secondes |
| - | --------------------- | -------------- | -------------------- | -------- |
| 1 | Cecilie Uttrup Ludwig | Danemark       | FDJ-Suez-Futuroscope | 10 s     |
| 2 | Marianne Vos          | Pays-Bas       | Jumbo-Visma          | 6 s      |
| 3 | Ashleigh Moolman      | Afrique du Sud | SD Worx              | 4 s      |

### Points attribués
| Sprint intermédiaire Sortie d'Épernay (km 112,6) | Sprint intermédiaire Sortie d'Épernay (km 112,6) | Sprint intermédiaire Sortie d'Épernay (km 112,6) | Sprint intermédiaire Sortie d'Épernay (km 112,6) | Sprint intermédiaire Sortie d'Épernay (km 112,6) |
| ------------------------------------------------ | ------------------------------------------------ | ------------------------------------------------ | ------------------------------------------------ | ------------------------------------------------ |
|                                                  | Coureur                                          | Pays                                             | Équipe                                           | Point(s)                                         |
| 1er                                              | Alena Amialiusik                                 | Bannière neutre                                  | Canyon-SRAM Racing                               | 25                                               |
| 2e                                               | Mischa Bredewold                                 | Pays-Bas                                         | Parkhotel Valkenburg                             | 20                                               |
| 3e                                               | Lotte Kopecky                                    | Belgique                                         | SD Worx                                          | 17                                               |
| 4e                                               | Marianne Vos                                     | Pays-Bas                                         | Jumbo-Visma                                      | 15                                               |
| 5e                                               | Audrey Cordon-Ragot                              | France                                           | Trek-Segafredo                                   | 13                                               |
| 6e                                               | Elisa Balsamo                                    | Italie                                           | Trek-Segafredo                                   | 11                                               |
| 7e                                               | Romy Kasper                                      | Allemagne                                        | Jumbo-Visma                                      | 10                                               |
| 8e                                               | Lorena Wiebes                                    | Pays-Bas                                         | Team DSM                                         | 9                                                |
| 9e                                               | Karlijn Swinkels                                 | Pays-Bas                                         | Jumbo-Visma                                      | 8                                                |
| 10e                                              | Elisa Longo Borghini                             | Italie                                           | Trek-Segafredo                                   | 7                                                |
| 11e                                              | Noemi Rüegg                                      | Suisse                                           | Jumbo-Visma                                      | 6                                                |
| 12e                                              | Ashleigh Moolman                                 | Afrique du Sud                                   | SD Worx                                          | 5                                                |
| 13e                                              | Shirin van Anrooij                               | Pays-Bas                                         | Trek-Segafredo                                   | 4                                                |
| 14e                                              | Anna Henderson                                   | Grande-Bretagne                                  | Jumbo-Visma                                      | 3                                                |
| 15e                                              | Sheyla Gutiérrez                                 | Espagne                                          | Movistar Women                                   | 2                                                |
| modifier                                         |                                                  |                                                  |                                                  |                                                  |

| Arrivée d'étape Épernay - 2e passage sur la ligne (km 133,6) | Arrivée d'étape Épernay - 2e passage sur la ligne (km 133,6) | Arrivée d'étape Épernay - 2e passage sur la ligne (km 133,6) | Arrivée d'étape Épernay - 2e passage sur la ligne (km 133,6) | Arrivée d'étape Épernay - 2e passage sur la ligne (km 133,6) |
| ------------------------------------------------------------ | ------------------------------------------------------------ | ------------------------------------------------------------ | ------------------------------------------------------------ | ------------------------------------------------------------ |
|                                                              | Coureur                                                      | Pays                                                         | Équipe                                                       | Point(s)                                                     |
| 1er                                                          | Cecilie Uttrup Ludwig                                        | Danemark                                                     | FDJ-Suez-Futuroscope                                         | 30                                                           |
| 2e                                                           | Marianne Vos                                                 | Pays-Bas                                                     | Jumbo-Visma                                                  | 25                                                           |
| 3e                                                           | Ashleigh Moolman                                             | Afrique du Sud                                               | SD Worx                                                      | 22                                                           |
| 4e                                                           | Silvia Persico                                               | Italie                                                       | Valcar Travel & Service                                      | 19                                                           |
| 5e                                                           | Elisa Longo Borghini                                         | Italie                                                       | Trek-Segafredo                                               | 17                                                           |
| 6e                                                           | Katarzyna Niewiadoma                                         | Pologne                                                      | Canyon-SRAM Racing                                           | 15                                                           |
| 7e                                                           | Margarita Victoria García                                    | Espagne                                                      | UAE Team ADQ                                                 | 13                                                           |
| 8e                                                           | Demi Vollering                                               | Pays-Bas                                                     | SD Worx                                                      | 11                                                           |
| 9e                                                           | Juliette Labous                                              | France                                                       | Team DSM                                                     | 9                                                            |
| 10e                                                          | Annemiek van Vleuten                                         | Pays-Bas                                                     | Movistar Women                                               | 7                                                            |
| 11e                                                          | Kristen Faulkner                                             | États-Unis                                                   | Team BikeExchange-Jayco                                      | 6                                                            |
| 12e                                                          | Elise Chabbey                                                | Suisse                                                       | Canyon-SRAM Racing                                           | 5                                                            |
| 13e                                                          | Liane Lippert                                                | Allemagne                                                    | DSM                                                          | 4                                                            |
| 14e                                                          | Julie De Wilde                                               | Belgique                                                     | Plantur-Pura                                                 | 3                                                            |
| 15e                                                          | Jeanne Korevaar                                              | Pays-Bas                                                     | Liv Racing Xstra                                             | 2                                                            |
| modifier                                                     |                                                              |                                                              |                                                              |                                                              |

### Cols et côtes
| Côte de Trépail (km 21,6) 4e catégorie (1,1 km à 4,8 %) | Côte de Trépail (km 21,6) 4e catégorie (1,1 km à 4,8 %) | Côte de Trépail (km 21,6) 4e catégorie (1,1 km à 4,8 %) | Côte de Trépail (km 21,6) 4e catégorie (1,1 km à 4,8 %) | Côte de Trépail (km 21,6) 4e catégorie (1,1 km à 4,8 %) |
| ------------------------------------------------------- | ------------------------------------------------------- | ------------------------------------------------------- | ------------------------------------------------------- | ------------------------------------------------------- |
|                                                         | Coureur                                                 | Pays                                                    | Équipe                                                  | Point(s)                                                |
| 1er                                                     | Femke Gerritse                                          | Pays-Bas                                                | Parkhotel Valkenburg                                    | 2                                                       |
| 2e                                                      | Elise Chabbey                                           | Suisse                                                  | Canyon-SRAM Racing                                      | 1                                                       |
| modifier                                                |                                                         |                                                         |                                                         |                                                         |

| Côte de Vertus (km 78,9) 4e catégorie (0,75 km à 7,0 %) | Côte de Vertus (km 78,9) 4e catégorie (0,75 km à 7,0 %) | Côte de Vertus (km 78,9) 4e catégorie (0,75 km à 7,0 %) | Côte de Vertus (km 78,9) 4e catégorie (0,75 km à 7,0 %) | Côte de Vertus (km 78,9) 4e catégorie (0,75 km à 7,0 %) |
| ------------------------------------------------------- | ------------------------------------------------------- | ------------------------------------------------------- | ------------------------------------------------------- | ------------------------------------------------------- |
|                                                         | Coureur                                                 | Pays                                                    | Équipe                                                  | Point(s)                                                |
| 1er                                                     | Femke Gerritse                                          | Pays-Bas                                                | Parkhotel Valkenburg                                    | 2                                                       |
| 2e                                                      | Elise Chabbey                                           | Suisse                                                  | Canyon-SRAM Racing                                      | 1                                                       |
| modifier                                                |                                                         |                                                         |                                                         |                                                         |

| Côte du Mesnil-sur-Oger (km 88,1) 4e catégorie (1,6 km à 6,7 %) | Côte du Mesnil-sur-Oger (km 88,1) 4e catégorie (1,6 km à 6,7 %) | Côte du Mesnil-sur-Oger (km 88,1) 4e catégorie (1,6 km à 6,7 %) | Côte du Mesnil-sur-Oger (km 88,1) 4e catégorie (1,6 km à 6,7 %) | Côte du Mesnil-sur-Oger (km 88,1) 4e catégorie (1,6 km à 6,7 %) |
| --------------------------------------------------------------- | --------------------------------------------------------------- | --------------------------------------------------------------- | --------------------------------------------------------------- | --------------------------------------------------------------- |
|                                                                 | Coureur                                                         | Pays                                                            | Équipe                                                          | Point(s)                                                        |
| 1er                                                             | Femke Gerritse                                                  | Pays-Bas                                                        | Parkhotel Valkenburg                                            | 2                                                               |
| 2e                                                              | Elise Chabbey                                                   | Suisse                                                          | Canyon-SRAM Racing                                              | 1                                                               |
| modifier                                                        |                                                                 |                                                                 |                                                                 |                                                                 |

| Côte de Mutigny (km 117,8) 3e catégorie (0,77 km à 13,9 %) | Côte de Mutigny (km 117,8) 3e catégorie (0,77 km à 13,9 %) | Côte de Mutigny (km 117,8) 3e catégorie (0,77 km à 13,9 %) | Côte de Mutigny (km 117,8) 3e catégorie (0,77 km à 13,9 %) | Côte de Mutigny (km 117,8) 3e catégorie (0,77 km à 13,9 %) |
| ---------------------------------------------------------- | ---------------------------------------------------------- | ---------------------------------------------------------- | ---------------------------------------------------------- | ---------------------------------------------------------- |
|                                                            | Coureur                                                    | Pays                                                       | Équipe                                                     | Point(s)                                                   |
| 1er                                                        | Demi Vollering                                             | Pays-Bas                                                   | SD Worx                                                    | 3                                                          |
| 2e                                                         | Liane Lippert                                              | Allemagne                                                  | Team DSM                                                   | 2                                                          |
| 3e                                                         | Elisa Longo Borghini                                       | Italie                                                     | Trek-Segafredo                                             | 1                                                          |
| modifier                                                   |                                                            |                                                            |                                                            |                                                            |

### Prix de la combativité
- Alena Amialiusik[3] (Canyon-SRAM Racing )

## Classements à l'issue de l'étape

### Classement général
| Classement général | Classement général        | Classement général | Classement général      | Classement général |
|                    | Coureur                   | Pays               | Équipe                  | Temps              |
| ------------------ | ------------------------- | ------------------ | ----------------------- | ------------------ |
| 1er                | Marianne Vos              | Pays-Bas           | Jumbo-Visma             | en 8 h 30 min 36 s |
| 2e                 | Silvia Persico            | Italie             | Valcar Travel & Service | + 16 s             |
| 3e                 | Katarzyna Niewiadoma      | Pologne            | Canyon-SRAM Racing      | + 16 s             |
| 4e                 | Elisa Longo Borghini      | Italie             | Trek-Segafredo          | + 21 s             |
| 5e                 | Ashleigh Moolman          | Afrique du Sud     | SD Worx                 | + 51 s             |
| 6e                 | Margarita Victoria García | Espagne            | UAE Team ADQ            | + 55 s             |
| 7e                 | Demi Vollering            | Pays-Bas           | SD Worx                 | + 57 s             |
| 8e                 | Juliette Labous           | France             | Team DSM                | + 1 min 5 s        |
| 9e                 | Annemiek van Vleuten      | Pays-Bas           | Movistar Women          | + 1 min 14 s       |
| 10e                | Cecilie Uttrup Ludwig     | Danemark           | FDJ-Suez-Futuroscope    | + 1 min 48 s       |
| modifier           |                           |                    |                         |                    |

| Classement par points | Classement par points     | Classement par points | Classement par points   | Classement par points |
| --------------------- | ------------------------- | --------------------- | ----------------------- | --------------------- |
|                       | Coureur                   | Pays                  | Équipe                  | Point(s)              |
| 1er                   | Marianne Vos              | Pays-Bas              | Jumbo-Visma             | 160 points            |
| 2e                    | Lorena Wiebes             | Pays-Bas              | Team DSM                | 113 pts               |
| 3e                    | Lotte Kopecky             | Belgique              | SD Worx                 | 102 pts               |
| 4e                    | Silvia Persico            | Italie                | Valcar Travel & Service | 59 pts                |
| 5e                    | Maike van der Duin        | Pays-Bas              | Le Col-Wahoo            | 55 pts                |
| 6e                    | Elisa Longo Borghini      | Italie                | Trek-Segafredo          | 51 pts                |
| 7e                    | Maria Giulia Confalonieri | Italie                | Ceratizit-WNT           | 50 pts                |
| 8e                    | Katarzyna Niewiadoma      | Pologne               | Canyon-SRAM Racing      | 48 pts                |
| 9e                    | Alexandra Manly           | Australie             | Team BikeExchange-Jayco | 48 pts                |
| 10e                   | Cecilie Uttrup Ludwig     | Danemark              | FDJ-Suez-Futuroscope    | 33 pts                |
| modifier              |                           |                       |                         |                       |

| Classement de la meilleure grimpeuse | Classement de la meilleure grimpeuse | Classement de la meilleure grimpeuse | Classement de la meilleure grimpeuse | Classement de la meilleure grimpeuse |
| ------------------------------------ | ------------------------------------ | ------------------------------------ | ------------------------------------ | ------------------------------------ |
|                                      | Coureur                              | Pays                                 | Équipe                               | Point(s)                             |
| 1er                                  | Femke Gerritse                       | Pays-Bas                             | Parkhotel Valkenburg                 | 8 points                             |
| 2e                                   | Demi Vollering                       | Pays-Bas                             | SD Worx                              | 3 pts                                |
| 3e                                   | Elise Chabbey                        | Suisse                               | Canyon-SRAM Racing                   | 3 pts                                |
| 4e                                   | Femke Markus                         | Pays-Bas                             | Parkhotel Valkenburg                 | 2 pts                                |
| 5e                                   | Liane Lippert                        | Allemagne                            | Team DSM                             | 2 pts                                |
| 6e                                   | Elisa Longo Borghini                 | Italie                               | Trek-Segafredo                       | 1 pt                                 |
| 7e                                   | Anne Dorthe Ysland                   | Norvège                              | Uno-X Pro                            | 1 pt                                 |
| 8e                                   | Marit Raaijmakers                    | Pays-Bas                             | Human Powered Health                 | 1 pt                                 |
| modifier                             |                                      |                                      |                                      |                                      |

| Classement général de la meilleure jeune | Classement général de la meilleure jeune | Classement général de la meilleure jeune | Classement général de la meilleure jeune | Classement général de la meilleure jeune |
|                                          | Coureur                                  | Pays                                     | Équipe                                   | Temps                                    |
| ---------------------------------------- | ---------------------------------------- | ---------------------------------------- | ---------------------------------------- | ---------------------------------------- |
| 1er                                      | Julie De Wilde                           | Belgique                                 | Plantur-Pura                             | en 8 h 33 min 33 s                       |
| 2e                                       | Julia Borgström                          | Suède                                    | AG Insurance NXTG                        | + 16 s                                   |
| 3e                                       | Pfeiffer Georgi                          | Grande-Bretagne                          | Team DSM                                 | + 22 s                                   |
| 4e                                       | Anne Dorthe Ysland                       | Norvège                                  | Uno-X Pro                                | + 28 s                                   |
| 5e                                       | Shirin van Anrooij                       | Pays-Bas                                 | Trek-Segafredo                           | + 33 s                                   |
| 6e                                       | Barbara Malcotti                         | Italie                                   | Human Powered Health                     | + 1 min 54 s                             |
| 7e                                       | Maike van der Duin                       | Pays-Bas                                 | Le Col-Wahoo                             | + 2 min 34 s                             |
| 8e                                       | Ilse Pluimers                            | Pays-Bas                                 | AG Insurance NXTG                        | + 2 min 56 s                             |
| 9e                                       | Simone Boilard                           | Canada                                   | St Michel-Auber 93                       | + 3 min 10 s                             |
| 10e                                      | Amandine Fouquenet                       | France                                   | Arkéa                                    | + 3 min 10 s                             |
| modifier                                 |                                          |                                          |                                          |                                          |

| Classement par équipes | Classement par équipes | Classement par équipes | Classement par équipes |
|                        | Équipe                 | Pays                   | Temps                  |
| ---------------------- | ---------------------- | ---------------------- | ---------------------- |
| 1re                    | Canyon-SRAM Racing     | Allemagne              | en 25 h 37 min 49 s    |
| 2e                     | SD Worx                | Pays-Bas               | + 28 s                 |
| 3e                     | Trek-Segafredo         | États-Unis             | + 1 min 1 s            |
| 4e                     | Jumbo-Visma            | Pays-Bas               | + 1 min 11 s           |
| 5e                     | Team DSM               | Pays-Bas               | + 1 min 13 s           |
| 6e                     | Movistar Women         | Espagne                | + 2 min 25 s           |
| 7e                     | Uno-X Pro              | Norvège                | + 5 min 2 s            |
| 8e                     | FDJ-Suez-Futuroscope   | France                 | + 5 min 15 s           |
| 9e                     | Plantur-Pura           | Belgique               | + 6 min 38 s           |
| 10e                    | Le Col-Wahoo           | Grande-Bretagne        | + 6 min 54 s           |
| modifier               |                        |                        |                        |

## Abandons

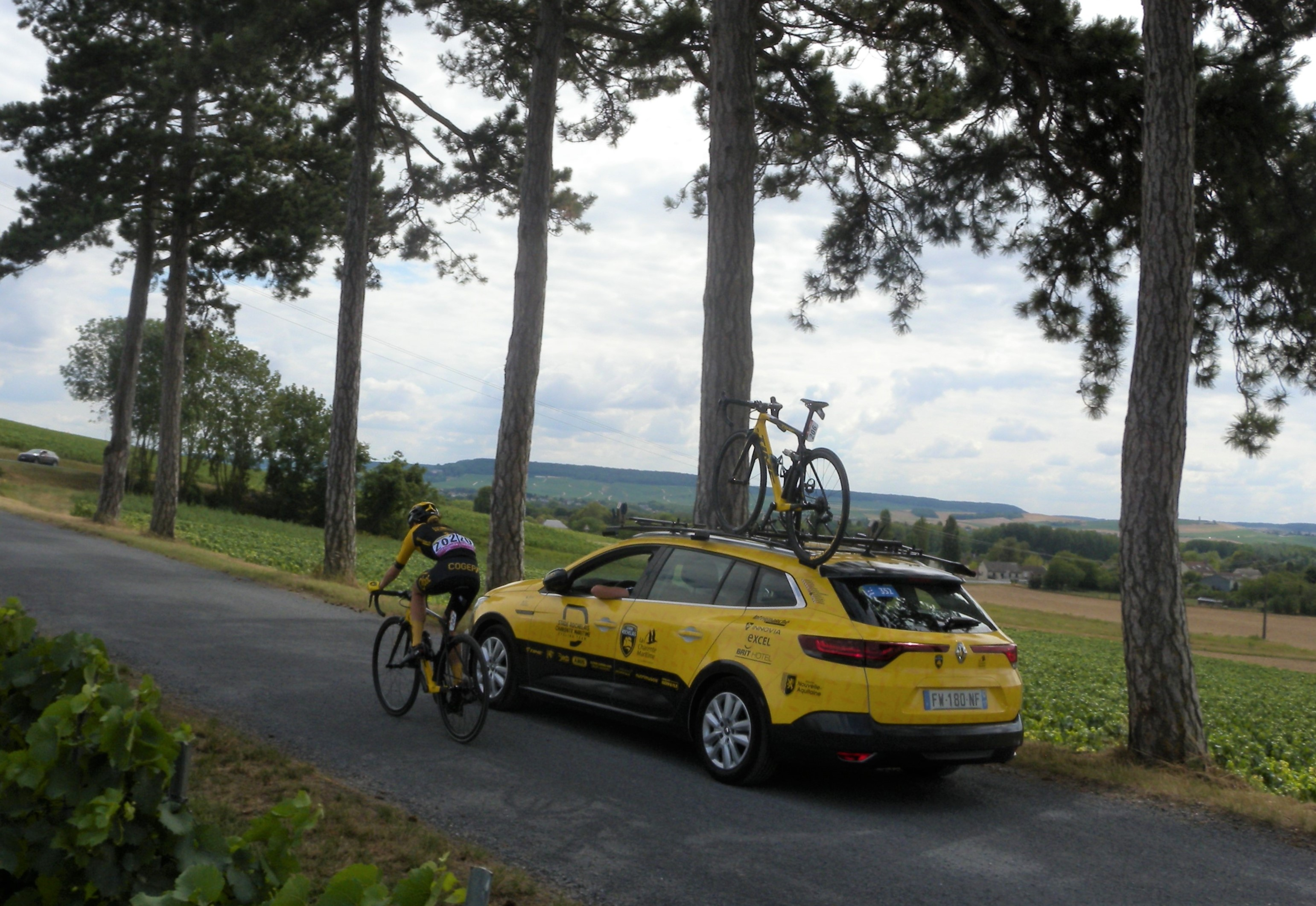
Noémie Abgrall, avant son abandon

Sept coureuses quittent le Tour lors de cette étape : 
- Ally Wollaston (AG Insurance NXTG) : non partante
- Amanda Spratt (Team BikeExchange-Jayco) : non partante
- Natalie Grinczer (Stade Rochelais Charente-Maritime) : abandon
- Maëva Squiban (Stade Rochelais Charente-Maritime) : abandon
- Hannah Buch (Roland Cogeas-Edelweiss Squad) : abandon
- Frances Janse van Rensburg (Stade Rochelais Charente-Maritime) : hors délais
- Noémie Abgrall (Stade Rochelais Charente-Maritime) : hors délais